# گروک (راور)
گروک (راور)، روستایی از توابع بخش کوهساران شهرستان راور در استان کرمان ایران است.

## جمعیت
این روستا در دهستان هروز قرار دارد و براساس سرشماری مرکز آمار ایران در سال 1395، جمعیت آن ۴۵۰ نفر (۱۱۰خانوار) بوده‌است.